# Dewar Cup 1975
Il Dewar Cup 1975 è stato un torneo di tennis giocato sul sintetico. È stata l'8ª edizione del Dewar Cup, che fa parte del Commercial Union Assurance Grand Prix 1975. Si è giocato a Londra in Gran Bretagna, dal 15 al 21 novembre 1975.

## Campioni

### Singolare
Eddie Dibbs ha battuto in finale  Jimmy Connors con il punteggio di 1–6 6–1 7–5

### Doppio
Wojciech Fibak /  Karl Meiler hanno battuto in finale  Jimmy Connors /  Ilie Năstase con il punteggio di 6–1, 7–5